# Langosteros de Rosarito
Los Langosteros de Rosarito fue un equipo de béisbol que participó en la Liga Norte de México con sede en Rosarito, Baja California, México. 

## Historia
Fueron fundados en diciembre de 2013, para entrar en sustitución de los Cerveceros de Tecate.

### Roster
Por definir.